# Félix Cárdenas

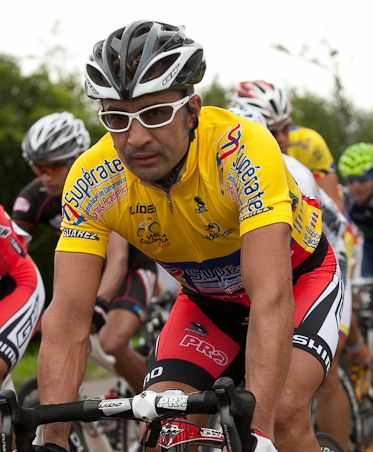
Félix Cárdenas, Vuelta a Colombia 2012.

Félix Rafael Cárdenas Ravalo, född 24 november 1972 i Encino, Santander, är en colombiansk tävlingscyklist som säsongen 2012 tävlade för det colombianska amatörstallet GW-Shimano.

## Karriär
Félix Cárdenas blev professionell 2000 med det spanska stallet Kelme-Costa Blanca. Samma år vann han etapp 10 på Vuelta a España.
2001 deltog Cárdenas i sin första Tour de France och vann etapp 12.
2003 och 2004 vann Cárdenas bergspristävlingen på Vuelta a España samt två etapper.
2005–2009 cyklade Cárdenas för det brittiska stallet Team Barloworld. 2010 blev han nationsmästare på landsväg.

## Meriter
Vuelta a España
 Bergspristävlingen – 2003, 2004
3 etapper
Tour de France
1 etapp
 Nationsmästerskapens linjelopp – 2010
Tour of Japan – 2005
Vuelta a Colombia – 2012

### Resultat i Grand Tours
| Grand Tour      | 2000 | 2001 | 2002 | 2003 | 2004 | 2005 | 2006 | 2007 | 2008 | 2009 |
| --------------- | ---- | ---- | ---- | ---- | ---- | ---- | ---- | ---- | ---- | ---- |
| Giro d'Italia   | X    | –    | –    | –    | –    | –    | –    | –    | 16   | 65   |
| Tour de France  | –    | 61   | –    | –    | –    | –    | –    | 105  | X    | –    |
| Vuelta a España | 31   | 95   | 8    | 29   | –    | –    | –    | –    | –    | –    |

X = Bröt loppet

## Stall
- Kelme-Costa Blanca 2000–2001
- Jazztel-Costa de Almeria 2002
- Cage Maglierie-Olmo 2002
- 05 Orbitel 2003
- Cafés Baque 2003–2004
- Team Barloworld 2005–2009
- GW-Shimano 2010–